# Huis te Rumpt
Het Huis te Rumpt was een kasteel in het Nederlandse dorp Rumpt, provincie Gelderland. Het kasteel lag ten noorden van het dorp in de uiterwaarden van de Linge, tussen twee wielen in. Er zijn geen sporen van het kasteel of de grachten meer zichtbaar in het landschap.

## Geschiedenis
In 1341 werd melding gemaakt van een huis en hofstad te Rumpt: Ricoud van Heeswijk, de proost van de Utrechtse Sint Pieter, droeg het huis en de hofstad op aan hertog Reinald van Gelre. In 1403 werd Herbern van Vuren met het huis beleend als erfgenaam van zijn vader Otten van Vuren.
In 1550 erfde Thomas van Scherpenzeel van zijn moeder de heerlijkheid Rumpt en het inmiddels vervallen middeleeuwse kasteel. Hij liet op de fundamenten een nieuw kasteel optrekken. Van deze herbouw is het bestek bewaard gebleven. Ter ere van Otto van Scherpenzeel, die bij de gevechten rondom het kasteel van Gellicum in 1527 was gesneuveld, liet Thomas in 1555 een 2,5 meter hoog stenen herinneringskruis oprichten naast het kasteel in Rumpt.
Begin 18e eeuw raakte het kasteel in verval. Johan van Scherpenzeel werd als zwakzinnig omschreven en zijn broer Erasmus nam de rol als Heer van Rumpt over. Het kasteel werd verhuurd aan de agrariër Dirk Abrahamsz. Bogaert, die slechts minimaal onderhoud pleegde aan het slot. Erasmus stierf in 1716 en als snel werd duidelijk dat Johan financieel niet rondkwam: zijn inkomsten bleven achter bij zijn uitgaven. Het huis raakte steeds verder in verval. Een tekening van Cornelis Pronk uit 1728 laat dan ook een kasteel zien waarvan een deel tot ruïne is vervallen. Toen Johan in 1741 stierf ging het kasteel over naar zijn neef Diederik Johan Heerman. Het vervallen kasteel is niet meer hersteld en werd uiteindelijk afgebroken, maar het is niet bekend wanneer dat precies plaatsvond. De kadastrale minuut van 1832 toont nog een groot gebouw met enkele bijgebouwen binnen een omgrachting.

## Beschrijving
De tekening van Cornelis Pronk uit 1728 toont een huis met twee bouwlagen en een hoog schilddak. Naast dit smalle gebouw staan de restanten van een grotere vleugel. Aan de linkerkant zijn bijgebouwen te zien die wijzen op de boerderijfunctie die het kasteel toen had.
Het herinneringskruis uit 1555 staat nog op de plek naast de voormalige kasteellocatie en is een rijksmonument.

## Trivia
Aan de Molendijk, tegenover de uiterwaarden waar het kasteel lag, staat een woning die de naam Huis te Rumpt draagt.
Aalst · Aardenburg · Acquoy · Aerdt · Agistaldaburg · Ahof · Aldenhaag · Aller · Ambe · Ammersoyen · Ampsen · Andelst · Angeroyen · Appelburg · Appelse walburg · Appeltern · Arler · Baak · Babberich · Baer · Baerle · Bakerbosch · Balgoij · Barlham · Batenburg · Beek · Beerenclaauw · Bemmel · Bevervoorde · Bergh · Biljoen · Bingerden · Blankenborg (Laren) · Blankenborg · Blauwe Huis · Blokhuis (Ravenswaaij) · Boelenham · Boetselaersborg · Borculo · Boswaai · Brakel · Den Brakel · Den Bramel · Bredevoort · Broekhuizen · Bronkhorst · Bruchem · Bruinhorst · Brunsberg · Bulkestein · Bunswaard · Burcht van Tiel · Buren · De Buurse · Byland · Byvanck · Caetshage · Camphuysen · De Cannenburch · de Cloese · Coldenhove · Culemborg · Dedinckweerd · Delwijnen · Didam · Diepenbroek · Hof te Dieren · Huis Dijck · Dikke Tinne · Doddendaal · Dodewaard · Doornenburg · Doornik · Doorwerth · Dooyenburg · Dorth · Doseburg · Drakenburg · Dreumel · Druten · Duivelshuis · Eerbeek · De Ehze · Elburg · Eldrik · Emmerik · Engelenburg · Groot Engelenburg · Engelrode · Enghuizen · Enspijk · De Essenburgh · Essenpas · Est · Fokkinck · Gameren · Geerestein · Geldermalsen · De Gelderse Toren · Geldersweerd · Gellicum · Gendt · Gennepestein · Glindhorst · Goudenstein · ‘s-Grevenhoef · Groot Hell · Groenlo · Groesbeek · Huis te Groesbeek · Grunsfoort · Gulden Spijker · Hackfort · Hackforts Veenhuis · Hagen · Hagevoort · Hamerden · Hanepol · Harreveld · Harslo · Hassink · Het Haveke · Hedel · Heeckeren · De Heegh · Hees · De Heest · Hellouw · Hemmen · Hernen · Motte van Hernen · Heumen · Heusden · Hoekelum · Hoekenburg · De Hoeve · De Hof · Hof d'Ooy · Hof van Arkel · Huis het Holt · Holthuis · Het Holtslag · Ter Horst · Houberg · St. Hubertus · Huissen · Hulhuizen · Hulkestein · Hulsen · Hunneschans bij De Duno · Hunneschans bij Uddel · Jonker Bloo · 't Joppe · De Kamp · Karssenberg · Kemnade · Keppel · Kermestein · Kernhem · Kervel · Kiefskamp · De Kinkelenburg · Klein Enghuizen · Kleverburg · Kortenhoeve · Laag Helbergen · Lakenburg · Landfort · Langen · Latenstein · De Lathmer · Lathum · Ter Lede · Leegpoel · Leemcuyl · Leeuwen · Leeuwenbergh · Lensenburg · Lent · Leur · Leuvenum · Leyenburg · Lichtenvoorde · Lievenstein · Loenen · Loevestein · Loil · Loowaard · Luynhorst · Hof te Maasbommel · Magerhorst · Malburgen · Malderburcht · Malsen · Manhorst · Marhulsen · De Marsch · Marveld · Mathena · Maurik · Medel · Medestein · 't Medler · Meinerswijk · De Mellard · Mensink · Mergelp · Meteren · 't Meyerink · Middachten · Millingen · Mussenberg · Nagelhorst · Nederhagen · Nederhemert · Neerijnen · Huis Neerijnen · De Nesch · Nettelhorst · Nieuwe Blokhuis ·  Nijburg · Nijenbeek · Old Putten · Notenstein · Nye Huis · Olde Spijker · Oldenaller · Oldenhof (Driel) · Oldenhof (Heteren) · De Ooij · Oolde · Oud Oolde · Oosterhout · Ophemert · Opijnen · Oud Ampsen · Oude Blokhuis · Het Oude Loo · Oude Voorst · Oudenborch · Oud-Wisch · Huis te Overasselt · Overeng · Overhagen · Overlaar · 't Oye · Palmestein · De Parck · Persingen · Plekenpol · Ploen · Pluimenburg · Poederoijen · Poelwijck · Poelwijk · De Pol (Dreumel) · Huis de Poll (Huis te Gietelo) · De Poll (Huissen) · Pollenbering · Pollenstein · Puttenstein · Het Raasink · Ravenhorst · De Rees · Ressen · Reuversweerd · Reygersfoort · Rhijnestein · Huis Rijswijk · Rode Toren · Roode Wald · Rosande · Rosendael · Rossum · Rumpt · Ruurlo · Rijsselt · Schadewijk · Schaffelaar · Scherpenzeel · Schoonbroek · Schoonderbeek · Schoonenburg · Schuilenburg · Schuilkerke · Hof te Seelbeek · Sevenaer I · Sevenaer II · Sinderen (Oude IJsselstreek) · Sinderen (Voorst) · Slangenburg · Sleeburg · Slimsijp · De Snor · Soelen · Spaansweerd · Spaldorp · Spijk · Staverden · Sterkenburg · Swanepol · Tarthorst · Teisterbant (Kerk-Avezaath) · Teisterbant (Kerkdriel) · Ter Dicke · Tolhuis · Tolhuis (Tiel) · Tollenburg · Tongerlo · Toren van Wely · Tuil · Ubbergen · Uilenburg (Ewijk) · Uilenburg (Heteren) · Ulenpas · Ulft · Upladen · Valburg · Valkhofburcht · Valkhofpalts · Vanenburg · Varik · Hof te Varsseveld · 't Velde · Velhorst · Verwolde · Vierakker · De Voorst · Voorstonden · Vorden · Vosbergen · Vredenburg · Vredestein (Driel) · Vredestein (Ravenswaaij) · Vuren · Waardenburg · Waddestein · Wadenoijen · Waede · Wageningen · Walfort · 't Waliën · De Wardt · Watergoor · Watermeerwijk · Wayenstein (Huis te Herwijnen) · Well (Huis van Malsen) · Weijenrade · Westenburg · Westerholt · Weurt · De Wiersse · Wijenburg (Echteld) · De Wildenborch · De Wildt · Wilp · Wilperhorst · Winssen · Wisch · Wychen · Wolfswaard · Woolbeek · Yrst · IJzendoorn · Zeeland · Zilveren Spijker · Zuilichem · Zwaluwenburg · Zwanenburg (Heerde) · Zwanenburg (Megchelen)